# ویلهلم فریتس فون روتیگ
ویلهلم فریتس فون روتیگ (آلمانی: Wilhelm Fritz von Roettig؛ ۲۵ ژوئیهٔ ۱۸۸۸ – ۱۰ سپتامبر ۱۹۳۹) یک ارتشبد وافن اس‌اس بود. او نخستین ژنرال کشته شده در جنگ جهانی دوم است.
فون روتیگ که در تهاجم آلمان به لهستان در سال ۱۹۳۹ شرکت داشت در ساعت ۱۴:۱۵ روز ۱۰ سپتامبر هنگامی که در نزدیکی اوپوچنو در حال حرکت بود گرفتار کمین نیروهای لهستانی گشت و در اثر برخورد گلوله با جمجمه‌اش کشته شد. پس از او، دومین ژنرال آلمانی که در نبرد کشته شد ورنر فون فریچ در روز ۲۲ سپتامبر بود.
در دوران تسلط نازی‌ها بر پراگ یک خیابان به نام فون روتیگ نامگذاری شده بود.